# Marjanśke (obwód dniepropetrowski)
Marjanśke (ukr. Мар'янське) – wieś na Ukrainie, w obwodzie dniepropetrowskim, w rejonie krzyworoskim. W 2001 liczyła 4183 mieszkańców, spośród których 3924 wskazało jako ojczysty język ukraiński, 233 rosyjski, 1 mołdawski, 14 białoruski, a 11 ormiański.